# Supercopa da Espanha de 2016
A Supercopa da Espanha 2016 foi a 33ª edição do torneio, foi disputada em partida de ida e volta entre o Campeão Espanhol 2015-16 (Barcelona) e o vice campeão da Copa do Rei da Espanha dessa temporada (Sevilla).

## Transmissão

### No Brasil
No Brasil, os jogos foram transmitidos exclusivamente pelo canal fechado ESPN Brasil.

### Em Angola
Em Angola o jogo foi transmitido pelo canal fechado  Super Sport Máximo 

## Participantes
| Equipe    | Classificação                                           |
| --------- | ------------------------------------------------------- |
| Barcelona | Campeão La Liga de 2015–16 e da Copa del Rey de 2015-16 |
| Sevilla   | Melhor colocado na Copa del Rey de 2015-16              |

## Final
Jogo de ida
| 14 de Agosto | Sevilla | 0 – 2  | Barcelona              | Estádio Ramón Sánchez Pizjuán, Sevilha |
| 22:00        |         | Report | Suárez 54' · Munir 80' | Árbitro: ESP Jesús Gil Manzano         |

| Sevilla | Barcelona |

| GK             | 1  | Sergio Rico            |     |     |
| RB             | 25 | Mariano                |     |     |
| CB             | 23 | Adil Rami              |     |     |
| CB             | 24 | Gabriel Mercado        | 32' |     |
| LB             | 18 | Sergio Escudero        |     | 55' |
| DM             | 4  | Matías Kranevitter     |     | 69' |
| RM             | 20 | Vitolo                 |     |     |
| CM             | 14 | Hiroshi Kiyotake       |     |     |
| CM             | 22 | Franco Vázquez         | 78' |     |
| LM             | 15 | Steven N'Zonzi         | 70' |     |
| CF             | 9  | Luciano Vietto         |     | 61' |
| Substitutos:   |    |                        |     |     |
| GK             | 31 | José Antonio Caro Díaz |     |     |
| MF             | 8  | Vicente Iborra         |     |     |
| MF             | 10 | Yevhen Konoplyanka     |     |     |
| MF             | 11 | Joaquín Correa         |     |     |
| MF             | 17 | Pablo Sarabia          |     | 55' |
| MF             | 19 | Paulo Henrique Ganso   |     | 69' |
| FW             | 12 | Wissam Ben Yedder      |     | 61' |
| Treinador:     |    |                        |     |     |
| Jorge Sampaoli |    |                        |     |     |

| GK           | 13 | Claudio Bravo     |     |     |
| RB           | 20 | Sergi Roberto     |     |     |
| CB           | 3  | Gerard Piqué      |     |     |
| CB           | 14 | Javier Mascherano |     |     |
| LB           | 24 | Jérémy Mathieu    |     | 27' |
| CM           | 4  | Ivan Rakitić      |     |     |
| CM           | 5  | Sergio Busquets   | 58' |     |
| CM           | 8  | Andrés Iniesta    |     | 36' |
| RF           | 10 | Lionel Messi      |     |     |
| CF           | 9  | Luis Suárez       | 83' |     |
| LF           | 7  | Arda Turan        |     | 77' |
| Substitutos: |    |                   |     |     |
| GK           | 25 | Jordi Masip       |     |     |
| DF           | 19 | Lucas Digne       |     | 27' |
| DF           | 22 | Aleix Vidal       |     |     |
| DF           | 23 | Samuel Umtiti     |     |     |
| MF           | 6  | Denis Suárez      |     | 36' |
| MF           | 21 | André Gomes       |     |     |
| FW           | 17 | Munir El Haddadi  |     | 77' |
| Treinador:   |    |                   |     |     |
| Luis Enrique |    |                   |     |     |

Jogo de volta
Turan abriu o placar aos 10 minutos com um remate rasteiro, à esquerda após um passe de Lionel Messi. Após 30 minutos, Claudio Bravo defendeu um pênalti de Vicente Iborra.		
Turan, em seguida, conseguiu o seu segundo minuto no minuto 46 com um chute de fora da área.		
Messi conseguiu o terceiro gol no minuto 55 com um cabeceamento, depois de um cruzamento da esquerda por Lucas Digne.
| 17 de Agosto | Barcelona                | 3 – 0  | Sevilla | Estádio Camp Nou, Barcelona      |
| 23:00        | Turan 10', 46' Messi 55' | Report |         | Árbitro: ESP Alejandro Hernández |

| Barcelona | Sevilla |

| GK           | 13 | Claudio Bravo     |     |     |
| RB           | 22 | Aleix Vidal       |     |     |
| CB           | 14 | Javier Mascherano |     |     |
| CB           | 23 | Samuel Umtiti     | 32' |     |
| LB           | 19 | Lucas Digne       |     | 61' |
| CM           | 6  | Denis Suárez      |     | 73' |
| CM           | 5  | Sergio Busquets   |     | 74' |
| CM           | 21 | André Gomes       |     |     |
| RF           | 10 | Lionel Messi (c)  |     |     |
| CF           | 17 | Munir El Haddadi  |     |     |
| LF           | 7  | Arda Turan        |     |     |
| Substitutes: |    |                   |     |     |
| GK           | 25 | Jordi Masip       |     |     |
| DF           | 3  | Gerard Piqué      |     |     |
| DF           | 18 | Jordi Alba        |     | 61' |
| MF           | 4  | Ivan Rakitić      |     | 73' |
| MF           | 16 | Sergi Samper      |     | 74' |
| MF           | 20 | Sergi Roberto     |     |     |
| FW           | 9  | Luis Suárez       |     |     |
| Manager:     |    |                   |     |     |
| Luis Enrique |    |                   |     |     |

| GK             | 1  | Sergio Rico        |     |     |
| CB             | 32 | Diego González     |     |     |
| CB             | 8  | Vicente Iborra (c) |     |     |
| CB             | 24 | Gabriel Mercado    |     |     |
| RM             | 25 | Mariano            |     |     |
| CM             | 19 | Ganso              |     | 57' |
| CM             | 4  | Matías Kranevitter |     |     |
| CM             | 17 | Pablo Sarabia      | 90' |     |
| LM             | 10 | Yevhen Konoplyanka |     |     |
| CF             | 11 | Joaquín Correa     |     | 73' |
| CF             | 12 | Wissam Ben Yedder  |     | 63' |
| Substitutes:   |    |                    |     |     |
| GK             | 31 | José Antonio Caro  |     |     |
| MF             | 14 | Hiroshi Kiyotake   |     |     |
| MF             | 15 | Steven N'Zonzi     |     |     |
| MF             | 20 | Vitolo             | 88' | 63' |
| MF             | 22 | Franco Vázquez     |     | 57' |
| FW             | 9  | Luciano Vietto     |     | 73' |
| FW             | 36 | Juan Muñoz         |     |     |
| Manager:       |    |                    |     |     |
| Jorge Sampaoli |    |                    |     |     |

| Bandeirinhas: Teodoro Sobrino Magán Alexandre Alemán Pérez |

## Campeão
| Supercopa da Espanha de 2016   |
| ------------------------------ |
| BARCELONA Campeão (12° titulo) |